# Epidi
Epidi (en llatí Epidius) va ser un retòric romà del final de la república, mestre d'oratòria entre d'altres, de Marc Antoni i Octavi (August).
La seva habilitat no va ser suficient per salvar-lo d'una condemna per una acusació maliciosa i calumniosa. Ell es considerava descendent d'Epidius Nuncionus una deïtat rural que era adorada a la vall del Sarnus.